# Michael Larsen
Michael Larsen (* 14. Juli 1965 in Mechernich) ist ein deutscher Sänger, Moderator, Komponist und Textdichter.

## Leben
Michael Larsen wuchs auf in Oberhausen im Ruhrgebiet, wo die Eltern ein Malergeschäft betrieben. Er machte 1986 sein Abitur am Novalis-Gymnasium und absolvierte anschließend seinen Zivildienst beim Deutschen Roten Kreuz. Larsen erhielt ab dem fünften Lebensjahr Klavierunterricht und erlernte später das Gitarrespielen. Zum Ende seiner Schulzeit absolvierte er erste Auftritte in Bands und als Solokünstler.
Im Jahr 1987 gewann Larsen im Rahmen des Wettbewerbs „Star von Morgen“ die Goldene Stimmgabel als bester Nachwuchskünstler des Jahres, die ihm in der TV-Sendung Tag des deutschen Schlagers verliehen wurde. Von RTL Plus erhielt er die „Goldene Note“.
Als Interpret war Larsen in Rundfunk- und Fernsehsendungen zu Gast, unter anderem in der ZDF-Hitparade. Als Darsteller US-Entertainers Dean Martin trat er bei der deutschlandweiten Tournee der Musicalproduktion That’s Life gemeinsam mit Randolph Rose und Ulli D’ell Antonio auf.
Als Texter schreibt Larsen für sich selbst und andere Interpreten, darunter Die Amigos, Graham Bonney, Fantasy, Hein (Heintje) Simons. Zudem moderiert er für den belgischen Rundfunk BRF in Eupen. Aus dieser Tätigkeit ergab sich auch die feste Zusammenarbeit mit dem ostbelgischen Produzenten Walter Strom. Seit dem Sendestart von Brillux Radio (Eigenschreibweise BX Radio) über DAB+ im Mai 2022, war er auch dort bis Ende 2024 fester Bestandteil des Moderatorenteams.
Nach vielen Jahren in Xanten am Niederrhein lebt Michael Larsen heute in Bad Salzuflen.

## Diskografie

### Alben
- Solang’ es Deine Sehnsucht gibt
- Der Schnee von gestern
- Ich tanz’ allein
- Hast Du schon gehört
- Hast Du denn geglaubt
- Das schönste Kompliment
- Es ist Zeit zu leben
- Geschichten die das Leben schreibt

### Singles (Auszug)
- Die letzten Flamingos
- Engel sind schwer zu finden
- Wenn der letzte Stern auch fällt
- Dieses eine Leben
- Alice im Wunderland
- Giganten (Duett mit Gino Simos)
- Ein Freudenfest der Liebe
- Wahre Freundschaft
- Geschichten die das Leben schreibt
- Wenn es ihn gibt
- Und Du gehst tanzen
- Ich schenk Dir Cinderella's Schuh
- drei mal 7
- Komm lass uns weiterfliegen